# Sun Xiulan
Sun Xiulan (chinesisch 孫秀蘭, Pinyin Sūn Xiùlán; * 27. März 1961)  ist eine ehemalige chinesische Handballspielerin.

## Karriere
Sun Xiulan gehörte dem Kader der chinesischen Nationalmannschaft an. Bei den Olympischen Spielen 1984 in Los Angeles, die von der Sowjetunion und weiteren sozialistischen Staaten boykottiert wurden, gewann sie mit ihrer Mannschaft die Bronzemedaille. Sie steuerte insgesamt 12 Treffer zum Erfolg bei. Vier Jahre später belegte Sun Xiulan den sechsten Platz bei den Olympischen Spielen in Seoul, in deren Verlauf sie 36 Tore warf. Weiterhin gewann die Rechtsaußenspielerin mit der chinesischen Auswahl die Silbermedaille bei den Asienspielen 1990 in Peking.